# Pseudypsia dilectata
Pseudypsia dilectata là một loài bướm đêm trong họ Erebidae.